# П'ятничанський цвинтар
П'ятнича́нський цви́нтар — один з некрополів Вінниці. На цвинтарі дозволено поховання тільки для мешканців масиву П'ятничани.

## Розташування
Цвинтар розташований на околиці міста у мікрорайоні П'ятничани за територією сучасної п'ятничанської церкви, у трикутнику між вулицями Ольги Кобилянської, Дніпровської та проїздом 2-й Медовий.

## Історія
П'ятничанський цвинтар було відкрито у 1941 році, під захоронення було виділено 26 гектарів приміської землі. 